# Stranický systém
Stranický systém je systém uspořádání a vzájemného vlivu politických stran ve státě, zemi, případně jiném subjektu.
Pro určení stranického systému jsou nejdůležitější tato kritéria:
- počet politicky relevantních stran,
- politická polarizace, tedy vzájemná ideologická vzdálenost stran.

## Rozdělení stranických systémů
Chronologický sled významných typologií.

### Duvergerova typologie (50. léta 20. století)
Francouzský politolog Maurice Duverger (nar. 1917) dělí strany pouze podle kritéria počtu:
- systém jedné strany,
- systém dvou stran,
- systém více stran.

Sám Duverger udává, že rozdělení do tří kategorií je nedostatečné a problematika si zasluhuje další výzkum.

### Blondelova typologie (60. léta 20. století)
Francouzský politolog Jean Blondel (nar. 1929) rozděluje stranické systémy takto:
- nesoutěživé systémy;
- soutěživé systémy:
  - dokonalý bipartismus – dvě velké strany v něm získávají okolo 90 % všech hlasů a soutěž de facto probíhá jen mezi nimi. Případná třetí strana je malá a politicky bezvýznamná.
  - systém dvou a půl strany – v systému se nacházejí dvě velké strany a jedna malá, která je však na rozdíl od bipartismu důležitá, neboť je potřebným partnerem velké strany k vytvoření vládní většiny. Zpravidla se jedná o stranu reprezentující střed. Je nazývána pivotální stranou, neboť je ochotná spolupracovat jak s velkou stranou na levici, tak i na pravici.
  - multipartismus s dominující stranou – systém více než dvou stran, kde jedna velká strana získává pravidelně okolo 40 % hlasů (případně i více), a výrazně tak předstihuje ostatní strany. Zpravidla ale nezískává absolutní většinu poslaneckých křesel, a tak je nucena uzavírat vládní koalice. (Anebo se ostatní strany mohou spojit proti ní a vytvořit vládní koalici bez dominující strany.)
  - multipartismus bez dominující strany – systém více než dvou stran, které jsou přibližně stejně velké.

### Sartoriho typologie (70. léta 20. století)
Italský politolog Giovanni Sartori (nar. 1924) podrobně rozpracoval otázku relevance politických stran. Upozorňuje, že za politicky relevantní strany nemůžeme považovat zkrátka ty politické strany, které se díky voličským hlasům dostanou do parlamentu. Stranický systém ve skutečnosti určují jen některé z nich. Jsou to v první řadě strany, které jsou schopny se s dalšími stranami podílet na vládní koalici – nejde tu primárně o to, jak je která strana v parlamentu silná, ale s jakými stranami je z ideologického i praktického hlediska schopna vyjednávat o podílu na vládě; mluvíme o tzv. koaličním potenciálu strany.
Za druhé musíme započítat také významné antisystémové strany – tedy ty, které mají v parlamentu poměrně silné a trvalé umístění. Žádná jiná strana s nimi sice za běžných okolností nebude vyjednávat o vládě a antisystémová strana tak bude setrvávat trvale v opozici, ale přesto bude mít vliv na stranickou soutěž. U antisystémových stran se pak nejedná o koaliční potenciál, ale o tzv. vyděračský (respektive opoziční) potenciál.
Stranické systémy rozděluje takto:
- Systém státostrany. Sartori přitom napadá označování tohoto uspořádání jako „systému jedné strany“ a zdůrazňuje, že jediná strana, která navíc potlačuje práva ostatních stran, nemůže nikdy vytvářet stranický systém.[7]
- Systém hegemonní strany. Jde o kategorii, která se od předchozí liší v tom, že zde jiné politické strany existují, mohou být dokonce i v parlamentu, ale nemají žádnou faktickou politickou moc a slouží jen jako záštita vládnoucí straně, aby tak bylo vyvoláno zdání demokratického státu.
- Systém predominantní strany. Přestože zdánlivě může být toto uspořádání podobné předchozí kategorii, ve skutečnosti je mezi nimi propastný rozdíl. V tomto systému v zemi dlouhodobě vládne jediná strana a má parlamentní většinu, ale ostatní strany fungují zcela svobodně, účastní se voleb a v delším časovém úseku se jim může podařit stát se vedoucí straně konkurencí.
- Systém dvoustranický. Z typologického hlediska je bipartismus nejjednodušším systémem – jde o uspořádání, v němž dvě strany soupeří o parlamentní většinu a střídají se u moci, ostatní strany nemají na vládě podíl.
- Systém omezeného pluralismu. Stran, které mají politický význam je od tří do přibližně pěti.
- Systém extrémního pluralismu. Stran, které mají politický význam je přibližně od pěti do osmi. Odlišit tuto kategorii od předchozí může představovat problém a rozhodně tu nevystačíme s pouhým sečtením relevantních stran. Proto zde nabývá největšího významu doplňková kategorie, jíž je ideologická vzdálenost relevantních stran, tedy stupeň stranické polarizace. U extrémního pluralismu:[8]
  - opozice není konstruktivní, nýbrž pouze usiluje o svržení stávající vlády,
  - mezi relevantními stranami se vyskytují také strany s vyděračským potenciálem nebo jiné extrémní strany,
  - samotná opozice není jednotná, ale dělí se ještě na dvě či více navzájem znepřátelených skupin stran.
- Systém atomizovaný. Stran, které mají politický význam je více než osm. Politická moc jednotlivých stran je v tomto případě natolik vyrovnaná, že si každá může sledovat v zásadě vlastní politiku a nebrat ohled na ostatní strany.

#### Kritika Sartoriho typologie
Sartoriho typologie je dodnes považována za základ, z nějž je třeba při studiu stranických systémů vycházet; v některých bodech však bývá kritizována jako nedokonalá. Nejvýznamnější výtka spočívá v tom, že Sartori poněkud opomíjí skutečnost, že ideologická vzdálenost má svůj nezanedbatelný význam nejen v systémech multipartismu, ale i v ostatních soutěživých systémech. Sartori považuje např. polarizovaný bipartismus za nepravděpodobný a nelogický.

## Duvergerova pravidla stranických systémů
Stranický systém je do určité míry ovlivněn volebním systémem. Duverger uvádí o tomto vztahu tři pravidla:
- Pokud se užívá poměrný volební systém, směřuje systém k multipartismu. Jednotlivé politické strany jsou pevné, stabilní a nezávislé.
- Pokud se užívá dvoukolový většinový volební systém, směřuje systém k multipartismu. Jednotlivé politické strany jsou však v tomto případě elastické, závislé a celkem stabilní.
- Pokud se užívá jednoduchý většinový volební systém, směřuje systém k bipartismu. Strany jsou potom velké a nezávislé.

Tyto zákony byly později podrobeny důkladnému empirickému i teoretickému zkoumání a přestože jejich platnost byla zpravidla potvrzena, byly zaznamenány rovněž případy, kdy tato pravidla nefungují. Někdy proto bývají kritizována jako příliš zjednodušující; nesporná je pouze skutečnost, že stranický systém podléhá vlivu volebního systému.

## Současné tendence stranických systémů
V současnosti můžeme ve stranických systémech vysledovat následující tendence:
- Přibývá soutěživých systémů.
- Stranické systémy v jednotlivých zemích se poměrně rychle mění.
- Vzrůstá význam regionalismu.
- Politika jednotlivých zemí se rozšiřuje o nová témata, což se projevuje zakládáním nových politických stran, zvyšováním fragmentace velkých stran a rozšiřováním stranických systémů o nové dimenze (přímý odkaz na cleavages).

#### Encyklopedie a slovníky
- DERBYSHIRE I., DERBYSHIRE, J. D. Political Systems of the World. 2. vyd. Oxford: Helicon Publishing, 1996. ISBN 1-85986-114-8.
- KRIEGER, J. (ed). The Oxford Companion to Politics of the World. 1. vyd. Oxford: Oxford University Press, 1993. ISBN 0-19-505934-4.
- ŽALOUDEK, K. Encyklopedie politiky. 2. vyd. Praha: LIBRI, 1999. ISBN 80-85983-75-3.

#### Monografie
- DUVERGER, M. Political Parties. 1. vyd. London: Methuen & Co. 1954.
- FIALA, P., STRMISKA, M. Teorie politických stran. 1. vyd. Brno: Barrister & Principal, 1998. ISBN 80-85947-31-5.
- LEBEDA, T., NOVÁK, M. Volební a stranické systémy. 1. vyd. Dobrá Voda: Aleš Čeněk, 2004. ISBN 80-86473-88-0.
- NOVÁK, M. Systémy politických stran. 1. vyd. Praha: Sociologické nakladatelství, 1997. ISBN 80-85850-22-2.
- SARTORI, G. Strany a stranické systémy - Schéma pro analýzu. 1. vyd. Brno: Centrum pro studium demokracie a kultury, 2005. ISBN 80-7325-062-4.
- STRMISKA, M. a kol. Politické strany moderní Evropy. 1. vyd. Praha: Portál, 2005. ISBN 80-7367-038-0.
- STRMISKA, M. Regionální strany a stranické systémy. Španělsko, Itálie, Velká Británie a Severní Irsko. 1. vyd. Brno: Centrum pro studium demokracie a kultury, 1998. ISBN 80-85959-32-1.
- WEBB, P. The Modern British Party System. 1. vyd. London: Sage Publications, 2000. ISBN 0-8039-7943-6.